# Coppelia (empresa)
Coppelia es una cadena estatal de heladerías cubana. En la sucursal de La Habana trabajan más de 400 empleados y se sirven unos 4250 galones (16 100 litros) de helado a 35 000 clientes cada día.
Cuando la heladería abrió sus puertas en 1966 se ofrecían 26 sabores y 24 combinaciones, sin embargo, actualmente la cola para entrar al local suele ser larga y la oferta es bastante limitada, con solo uno o dos sabores disponibles.
Recientemente en el año 2019 gozó de una reparación capital y ofrece un catálogo según el ICRT de 15 sabores, se ha reparado toda la famosa heladería, en busca de mejorar el servicio.

## La Habana
Conocida como la «Catedral del Helado», la heladería Coppelia en La Habana es una de las más grandes del mundo. Ubicada en el lugar conocido como «La Rampa» —en la calle 23, barrio de El Vedado— la heladería abarca toda la manzana, entre las calles 23 y 21, K y sirve a más de 1000 clientes a la vez. El Coppelia es un referente tanto para los locales como para los visitantes desde su apertura el 4 de junio de 1966. Adquirió todavía más fama cuando se filmó en ella la conocida película cubana Fresa y Chocolate.
Coppelia nació de un proyecto, dirigido personalmente por Fidel Castro, cuyo objetivo era producir más sabores de helado que las grandes marcas estadounidenses, para lo que se adquirieron las mejores máquinas de los Países Bajos y Suecia. Celia Sánchez, secretaria de la Presidencia y amiga íntima durante muchos años de Castro, fue quien escogió el nombre en alusión a su ballet favorito, Coppélia.

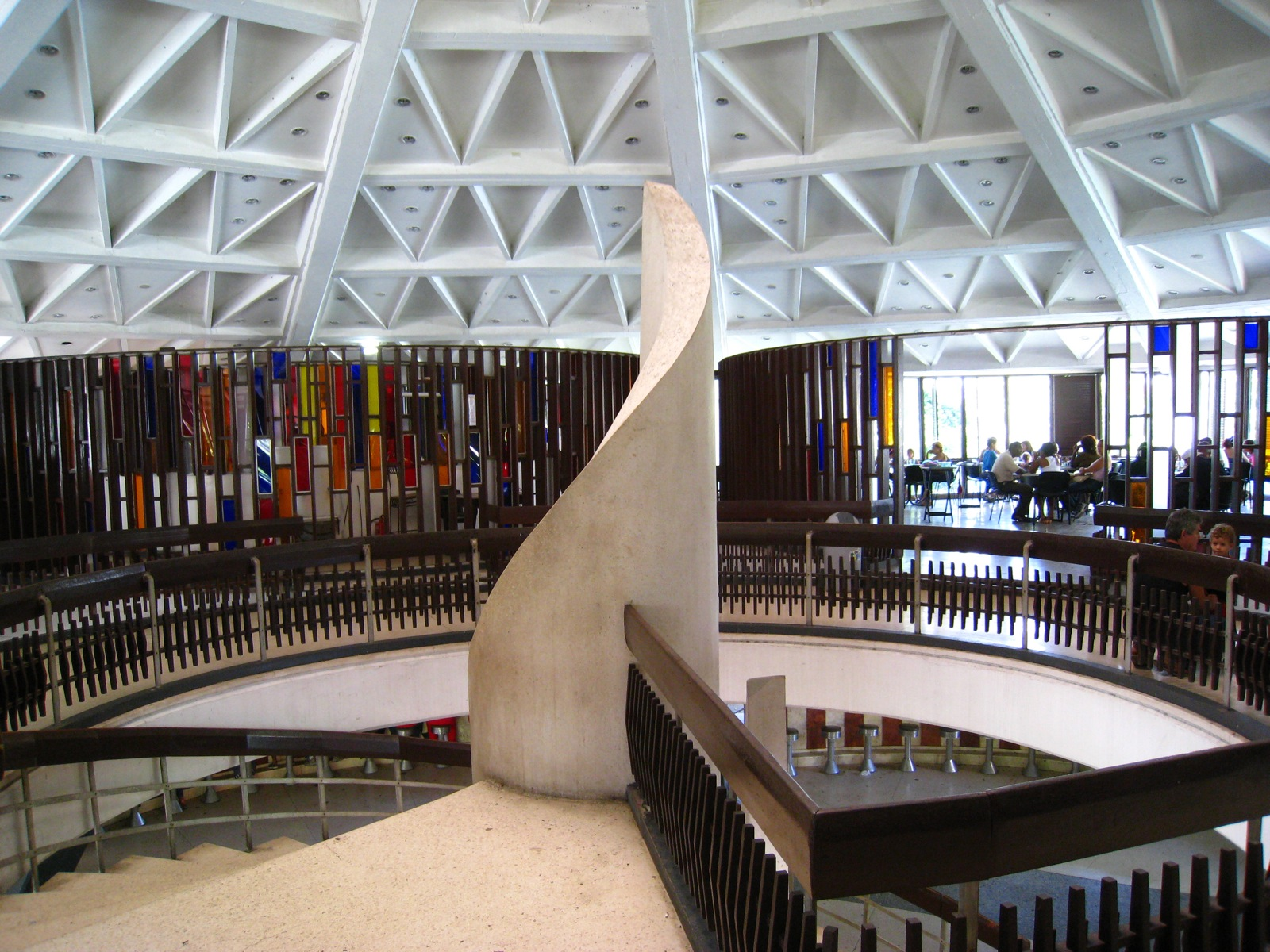
Detalle del interior de Coppelia en La Habana.

El sitio donde se ubica la Heladería Coppelia en La Habana fue el solar donde anteriormente se encontraba el Hospital Reina Mercedes, que funcionó desde 1886 hasta 1954, cuando fue demolido y se propuso la construcción de un nuevo hospital en el mismo emplazamiento. Los planes cambiaron y al final se optó por un pabellón para promocionar el turismo, el Parque INIT, llamado después «Centro Recreativo Nocturno».
Mario Girona fue el arquitecto que diseñó la nueva heladería que se construyó en 1966. Se aprecia por todo el recinto la influencia del modernismo italiano, así como el mexicano y suramericano, de arquitectos como Pier Luigi Nervi, Felix Candela y Oscar Niemeyer, quienes vieron la oportunidad de abandonar las formas rectangulares de los grandes edificios y optaron por aprovechar la plasticidad del hormigón armado. Las ideas igualitarias socialistas inspiraron el diseño y la utilización del espacio público.
El edificio está rodeado de jardines con grandes árboles banianos que proporcionan sombra en el comedor al aire libre. Unos caminos curvilíneos llevan al pabellón donde se ubica el único comedor interior.
En marzo de 2012, Venezuela anunció planes para colaborar con Cuba en la construcción de una planta para elaborar los helados e introducir la venta del producto en ese país. En abril del mismo año el periódico cubano Trabajadores publicó un artículo sobre la escasez y mala calidad del producto, el pésimo servicio dentro del recinto a pesar de la reciente y completa renovación y el problema de los congeladores que estaban averiados.
Un nuevo salón, llamado «Las cuatro joyas», se inauguró en junio de 2013 con la presencia de la bailarina Alicia Alonso, directora del Ballet Nacional de Cuba. El nombre de este nuevo espacio, ambientado con imágenes de bailarines e interpretaciones de obras de ballet, es en honor a las bailarinas Loipa Araujo, Aurora Bosch, Joséfina Méndez y Mirta Plá, estas dos últimas ya fallecidas.

## Varadero

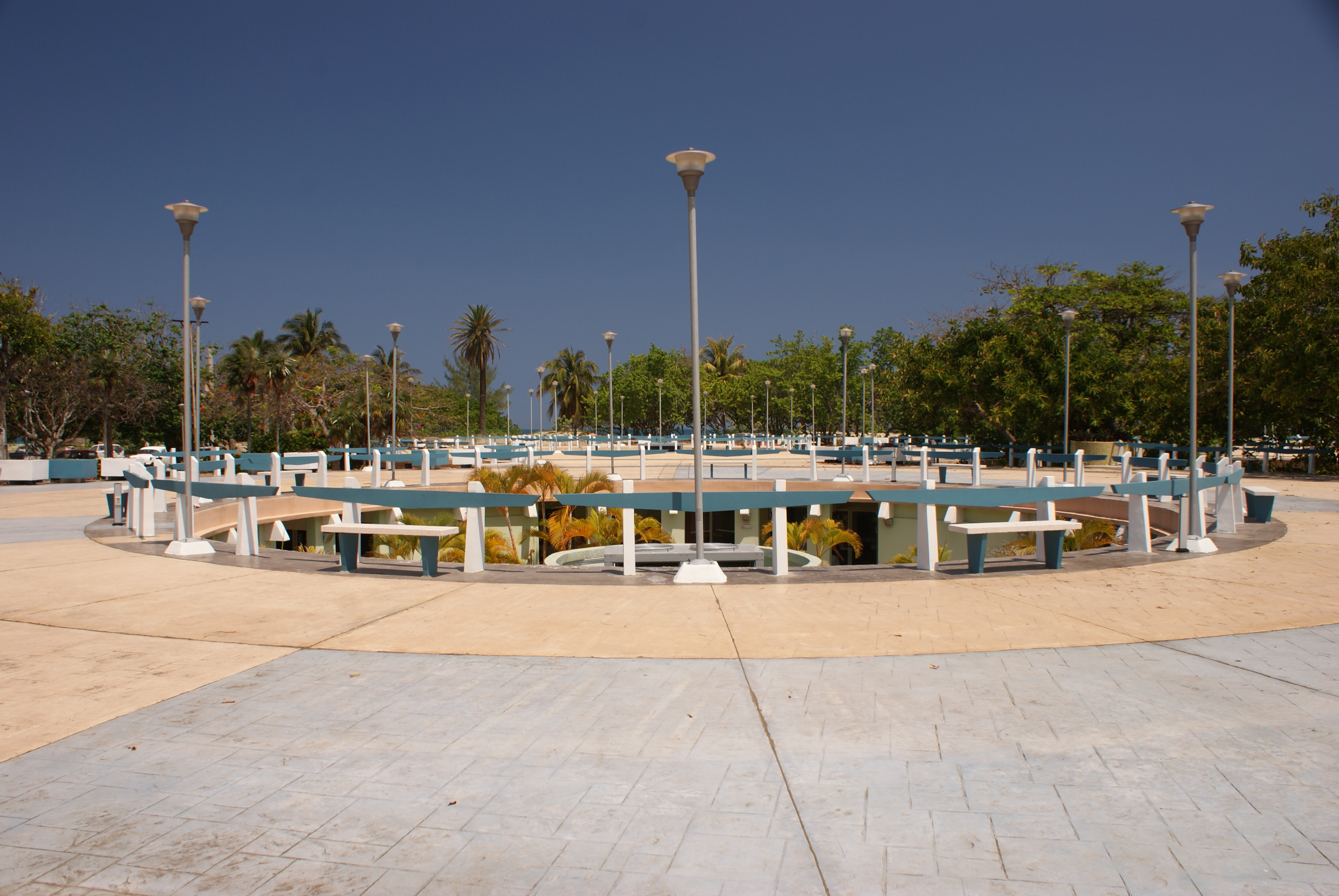
«Parque de las 8000 taquillas» en Varadero

Construido en 1966 y diseñado por el arquitecto Mario Girona, el complejo ubicado en la 1ª Avenida, entre las calles 44 y 26, fue originalmente concebido como una solución multiuso para los bañistas. Aunque Varadero siempre fue un destino turístico y contaba con varios hoteles, no disponía de instalaciones de ocio y recreo para los visitantes que iban a la playa a pasar el día. Para solucionar este inconveniente, Coppelia en Varadero tenía una planta subterránea con 8000 taquillas —de ahí el nombre original del complejo: «El Parque de las 8000 taquillas»— y baños alrededor de un jardín en el centro. La cafetería y heladería se encuentran a nivel del suelo, con vistas a los jardines.   
En 2008 la plaza y la heladería fueron remodeladas según el proyecto del arquitecto Noriel Santamaría Sánchez, que ganó el primer premio concedido por la revista Obras en el VII Salón Nacional de Arquitectura.

## Santa Clara

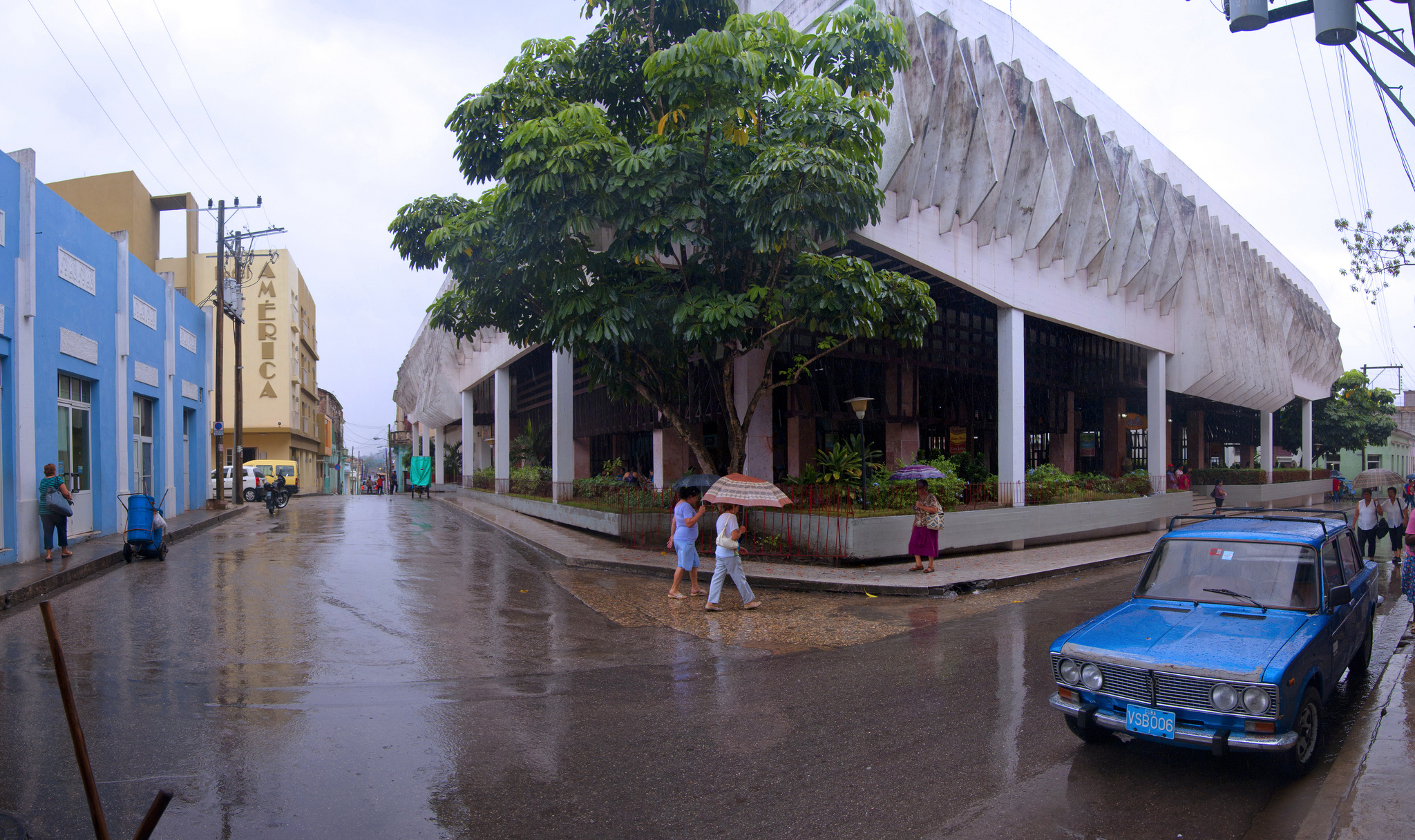
Coppelia en Santa Clara

Mientras que el arquitecto Girona estaba ocupado en varios proyectos, incluso en los edificios mencionados anteriormente, se proyectó la construcción de otra gran heladería en la ciudad de Santa Clara. José Cortiñas un reconocido arquitecto, responsable del diseño del Hotel Caneyes en esta ciudad, fue elegido para ejecutar el proyecto. El diseño modernista-brutalista del edificio es similar a las heladerías realizadas por Girona en La Habana y en Varadero. Ocupa una manzana entera donde durante siglos había un mercado de agricultores. El último mercado de estilo art déco se construyó en 1930 pero debido a la falta de higiene, ya para el año 1956 estaba prácticamente abandonado.
La heladería Coppelia en Santa Clara, inaugurada el día de los enamorados en 1967, también ofrece un formato de 26 sabores y 24 combinaciones.